# Путиловка (река, впадает в Мазурский канал)
Путиловка (нем. Swine, также нем. Aschwöne) на польской территории Освинка (пол. Oświnka) — река на территории Польши и России, протекает соответственно во Варминьско-Мазурского воеводства и Калининградской области. Впадает в Мазурский канал близ места его собственного впадения в реку Лаву (до строительства канала сама была притоком Лавы).

## География и гидрология
Длина реки — 58 км, площадь водосборного бассейна — 659 км².
- В 34 км от устья, по левому берегу реки Путиловки в неё впадает река Ясенка.
- В 14 км от устья, по левому берегу реки Путиловки в неё впадает река Бородинка.

## Данные водного реестра
По данным государственного водного реестра России относится к Балтийскому бассейновому округу, водохозяйственный участок реки — Преголя. Относится к речному бассейну реки Неман и рекам бассейна Балтийского моря (российская часть в Калининградской области).
Код объекта в государственном водном реестре — 01010000212104300010411.